# Polo aquático nos Jogos Pan-Americanos de 2007 - Masculino
O torneio masculino de polo aquático nos Jogos Pan-Americanos de 2007 ocorreu entre 21 e 26 de julho. Oito equipes participaram do evento.

## Medalhistas
|  | USA Estados Unidos |  | BRA Brasil |  | CAN Canadá |
|  | Merrill Moses Peter Varellas Peter Hudnut Jeff Powers Adam Wright Daniel Hewko Ronald Beaubien Tony Azevedo Ryan Bailey Thomas Hopkins Jesse Smith John Mann Genai Kerr |  | André Cordeiro Vicente Henriques Gabriel Rocha Lucas Vita André Raposo Roberto Seabra Rodrigo Santos Leandro Machado Erik Seegerer Felipe Franco Daniel Mameri Bruno Nolasco Luis Santos |  | Robin Randall Constantine Kudaba Andrew Robinson Kevin Mitchell Kevin Graham Thomas Marks Brandon Jung Dan Stein Aaron Feltham Noah Miller Jean Sayegh Nathaniel Miller Nic Youngblud |

## Formato
As oito equipes foram divididas em dois grupos na primeira fase e enfrentaram as outras equipes de seu grupo, totalizando três jogos. As duas melhores equipes de cada grupo avançaram às semifinais, com a primeira de um grupo enfrentando a segunda do outro. Os vencedores das semifinais disputaram o ouro e os perdedores, o bronze. As outras equipes participantes disputaram do quinto ao oitavo lugares.

## Resultados

### Primeira fase

#### Grupo A
| Pos | Time               | Pts | J | V | E | D | GP | GC | SG  |
| --- | ------------------ | --- | - | - | - | - | -- | -- | --- |
| 1   | USA Estados Unidos | 6   | 3 | 3 | 0 | 0 | 51 | 12 | +39 |
| 2   | BRA Brasil         | 4   | 3 | 2 | 0 | 1 | 35 | 24 | +11 |
| 3   | MEX México         | 2   | 3 | 1 | 0 | 2 | 17 | 33 | -16 |
| 4   | PUR Porto Rico     | 0   | 3 | 0 | 0 | 3 | 10 | 44 | -34 |

| 21 de julho de 2007 16:30 | México | 6 – 3 | Porto Rico |  |
|                           |        |       |            |  |

| 21 de julho de 2007 19:30 | Brasil | 6 – 12 | Estados Unidos |  |
|                           |        |        |                |  |

| 22 de julho de 2007 16:30 | México | 3 – 18 | Estados Unidos |  |
|                           |        |        |                |  |

| 22 de julho de 2007 19:30 | Brasil | 17 – 4 | Porto Rico |  |
|                           |        |        |            |  |

| 23 de julho de 2007 15:00 | Estados Unidos | 21 – 3 | Porto Rico |  |
|                           |                |        |            |  |

| 23 de julho de 2007 19:30 | Brasil | 12 – 8 | México |  |
|                           |        |        |        |  |

#### Grupo B
| Pos | Time          | Pts | J | V | E | D | GP | GC | SG  |
| --- | ------------- | --- | - | - | - | - | -- | -- | --- |
| 1   | CAN Canadá    | 6   | 3 | 3 | 0 | 0 | 46 | 21 | +25 |
| 2   | CUB Cuba      | 4   | 3 | 2 | 0 | 1 | 40 | 27 | +13 |
| 3   | COL Colômbia  | 2   | 3 | 1 | 0 | 2 | 15 | 33 | -18 |
| 4   | ARG Argentina | 0   | 3 | 0 | 0 | 3 | 21 | 41 | -20 |

| 21 de julho de 2007 15:00 | Canadá | 15 – 12 | Cuba |  |
|                           |        |         |      |  |

| 21 de julho de 2007 18:00 | Argentina | 7 – 8 | Colômbia |  |
|                           |           |       |          |  |

| 22 de julho de 2007 15:00 | Canadá | 12 – 1 | Colômbia |  |
|                           |        |        |          |  |

| 22 de julho de 2007 18:00 | Argentina | 6 – 14 | Cuba |  |
|                           |           |        |      |  |

| 23 de julho de 2007 16:30 | Cuba | 14 – 6 | Colômbia |  |
|                           |      |        |          |  |

| 23 de julho de 2007 18:00 | Canadá | 19 – 8 | Argentina |  |
|                           |        |        |           |  |

### Fase final
|  | Classificação 5º-8º lugar   | Classificação 5º-8º lugar   |   |                             | 5º lugar                    | 5º lugar |  |
|  |                             |                             |   |                             |                             |          |  |
|  | 25 de julho 2007 - 15:00    |                             |   |                             |                             |          |  |
|  | Colômbia                    | 10                          |   |                             |                             |          |  |
|  | Porto Rico                  | 9                           |   |                             |                             |          |  |
|  |                             |                             |   |                             |                             |          |  |
|  |                             |                             |   |                             | 26 de julho 2007 - 16:30    |          |  |
|  |                             |                             |   |                             | Colômbia                    | 10       |  |
|  |                             | Argentina                   | 7 |                             |                             |          |  |
|  |                             |                             |   |                             |                             |          |  |
|  |                             |                             |   |                             |                             |          |  |
|  |                             |                             |   |                             | 7º lugar                    |          |  |
|  | 25 de julho de 2007 - 16:30 | 25 de julho de 2007 - 16:30 |   | 26 de julho de 2007 - 15:00 | 26 de julho de 2007 - 15:00 |          |  |
|  | México                      | 8                           |   | Porto Rico                  | 5                           |          |  |
|  | Argentina                   | 9                           |   |                             | México                      | 10       |  |

|  | Semifinais                  | Semifinais               |   |                             | Final                       | Final |  |
|  |                             |                          |   |                             |                             |       |  |
|  | 25 de julho de 2007 - 18:00 |                          |   |                             |                             |       |  |
|  | Estados Unidos              | 15                       |   |                             |                             |       |  |
|  | Cuba                        | 4                        |   |                             |                             |       |  |
|  |                             |                          |   |                             |                             |       |  |
|  |                             |                          |   |                             | 26 de julho 2007 - 19:30    |       |  |
|  |                             |                          |   |                             | Estados Unidos              | 9     |  |
|  |                             | Brasil                   | 2 |                             |                             |       |  |
|  |                             |                          |   |                             |                             |       |  |
|  |                             |                          |   |                             |                             |       |  |
|  |                             |                          |   |                             | 3º lugar                    |       |  |
|  | 25 de julho 2007 - 19:30    | 25 de julho 2007 - 19:30 |   | 26 de julho de 2007 - 18:00 | 26 de julho de 2007 - 18:00 |       |  |
|  | Canadá                      | 6                        |   | Cuba                        | 5                           |       |  |
|  | Brasil                      | 10                       |   |                             | Canadá                      | 9     |  |

## Classificação final
| Pos.              | Equipe             | Campanha (V-E-D) |
| ----------------- | ------------------ | ---------------- |
| Medalha de ouro   | USA Estados Unidos | (5-0-0)          |
| Medalha de prata  | BRA Brasil         | (3-0-2)          |
| Medalha de bronze | CAN Canadá         | (4-0-1)          |
| 4                 | CUB Cuba           | (2-0-3)          |
| 5                 | COL Colômbia       | (3-0-2)          |
| 6                 | ARG Argentina      | (1-0-4)          |
| 7                 | MEX México         | (2-0-3)          |
| 8                 | PUR Porto Rico     | (0-0-5)          |